# A holló 3. – A megváltás
A holló 3. – A megváltás (The Crow: Salvation) 2000-es amerikai misztikus akciófilm, mely Bharat Nalluri rendezésében, Poppy Z. Brite amerikai író The Lazarus Heart című műve alapján készült (melyet James O'Barr A holló című képregénysorozata inspirált). A főbb szerepekben Eric Mabius, Kirsten Dunst és Fred Ward látható.
A film elődeihez hasonlóan ismét egy bosszútörténetet mesél el: ezúttal egy ártatlanul kivégzett férfi kap lehetőséget arra, hogy halála után visszatérjen és természetfeletti képességekkel felvértezve bosszút állhasson saját és barátnője gyilkosain.
Az Amerikai Egyesült Államokban 2000. január 23-án mutatták be. Az előző film, A holló 2. – Az angyalok városa (1996) negatív kritikái miatt a forgalmazó törölte a tervezett országos mozibemutató terveit és a film (korlátozott mozibemutató után) csak videókazettán jelent meg. A rajongók emiatt bojkottot hirdettek a Miramax filmstúdióval szemben.

## Cselekmény
Salt Lake Cityben Alex Corvis a kivégzésére vár a halálsoron, miután barátnője, Lauren Randall meggyilkolásáért halálra ítélték. Három évvel később villamosszékkel készülnek kivégezni, utolsó szavaival elmondja, még mindig szereti Laurent és ártatlanul ítélték el. A kivégzés során villám csap a generátorba, ami miatt Corvis gyötrelmes halált hal. A kivégzés után nem sokkal egy rejtélyes holló feltámasztja a férfit és természetfeletti képességekkel, köztük sebezhetetlenséggel ajándékozza meg. Corvis ezáltal lehetőséget kap halála után tisztázni nevét, valamint megbosszulni Lauren és saját halálát. A rendőrség bizonyítékokat tartalmazó raktárában Corvis felfedezi, hogy barátnőjét egy korrupt rendőrökből álló csoport gyilkolta meg. Látomása támad az egyik gyilkosról, akinek sebhely van a karján – ugyanaz a sebhely, melyet közvetlenül a kivégzése előtt látott. Corvis barátnője sírjához megy, ahol találkozik a lány húgával, Erinnel. Erin bűnösnek hiszi Corvist, de ő közli vele, be fogja bizonyítani ártatlanságát.
Corvis rátalál Tommy Leonard szemtanúra, aki pénzért cserébe hamisan tanúskodott ellene. Leonard elárulja neki a gyilkos rendőrök neveit: Madden nyomozó, Martin Toomey, Vincent Erlich, Stan Roberts és Phillip Dutton. Egy szándékos autóbalesetben Corvis megöli Erlichet, de véletlenül a helyszínen hagyja a neveket tartalmazó listát, melyet Roberts és Toomey megtalál. Corvis bebizonyítja Erinnek ártatlanságát Lauren meggyilkolásában. A lány nemsokára megtudja: apja, Nathan Randall kapcsolatban áll nővére gyilkosaival és ezért közvetve felelős lánya halálért. Konfrontálódik apjával, aki tagadja a vádakat, de Erin elborzadva magára hagyja. Erin később hazatérve felfedezi apja öngyilkosságát. Corvis találkozik ügyvédjével, Peter Walshhal. Megtudja tőle, hogy Randall cégéhez tartozik egy másik üzlet is, mely egy drogcsempész ügylet álcájául szolgál. Lauren szemtanúja lett, amint a rendőrkapitány, John L. Book megölt egy férfit, ezért kellett neki is meghalnia. Madden megöli Walsht, Book pedig elrabolja Erint. Corvis lövöldözésbe keveredik a rendőrökkel, végezve Robertsszel és többi bűntársával is. Egy robbanásban Toomey is életét veszti. A lángok közül kisétálva Alex észreveszi a sebhelyes kart a romok között.
Másnap Alex rájön, a sebhelyes karú férfi csak megrendezte a halálát. A rendőrségre megy, megölni Book kapitányt. Azonban miután beteljesítette küldetését (és megtalálta a sebhelyes kart a romok között), Corvis többé nem sebezhetetlen. Book többször is megszúrja Corvist, aki halála előtt kezdi elhinni, tényleg ő ölte meg Laurent. Madden, John és John titkárnője fogságba ejti Corvist Erinnel együtt, de a holló ismét feltámasztja a férfit. Corvis kiszabadítja Erint, megöli Maddent és Book nyomába ered.
Corvis és Erin ugyanabba a villamosszékbe kötözi a kapitányt, mellyel Corvist is kivégezték. Végignézik, ahogyan a korrupt rendőr kínok között életét veszti és a felcsapó lángok elemésztik. Corvis küldetése végeztével köddé válik, Erin pedig a férfi sírkővére helyezi a tőle kapott nyakláncot.

## Szereplők
| Szerep                      | Színész          | Magyar hang          |
| --------------------------- | ---------------- | -------------------- |
| Alex Corvis / A holló       | Eric Mabius      | Hevér Gábor          |
| Erin Randall                | Kirsten Dunst    | Mezei Kitty          |
| John L. Book rendőrkapitány | Fred Ward        | Végh Péter           |
| Lauren Randall              | Jodi Lyn O'Keefe | Törtei Tünde         |
| Nathan Randall              | William Atherton | Rosta Sándor         |
| Brad                        | K. C. Clyde      |                      |
| Madden nyomozó              | Bruce McCarthy   | Csernák János        |
| Barbara Chen                | Debbie Fan       |                      |
| Vincent Erlich              | Dale Midkiff     | Szabó Sipos Barnabás |
| Tommy Leonard               | David Stevens    |                      |
| Peter Walsh                 | Grant Shaud      | Csík Csaba Krisztián |
| Phillip Dutton              | Bill Mondy       |                      |
| Stan Roberts                | Walton Goggins   |                      |
| Stacey                      | Britt Leary      |                      |
| Martin Toomey               | Tim DeKay        |                      |

## Fogadtatás
A Rotten Tomatoes weboldalon a film kilenc kritika alapján 22%-os értékelést kapott, egy tízes skálán átlagosan 4,6 pontot. Az oldal kritikai összegzése alapján „A holló 3. – A megváltás semmi újat nem tesz hozzá a sorozathoz és rossz színészi alakítás, illetve párbeszédek fertőzik meg.” Maga James O’Barr sem volt jó véleménnyel az elkészült filmről, ő elsősorban a forgatókönyvet bírálta.

## A film zenéje
1. Filter – "The Best Things (Exclusive Radio Mix)" – 3:38
2. Rob Zombie – "Living Dead Girl (Naked Exorcism Remix)" – 4:10
3. The Infidels – "Bad Brother (Feat. Juliette Lewis)" – 5:23
4. Kid Rock – "Warm Winter" – 4:05
5. Hole – "It's All Over Now, Baby Blue" (Bob Dylan feldolgozás) – 3:37
6. The Flys – "What You Want" – 3:26
7. Monster Magnet – "Big God" – 5:58
8. Sin – "Painful" – 3:51
9. Tricky – "Antihistamine (Forgotten By the World Remix)" – 4:38
10. Days of the New – "Independent Slaves" – 4:36
11. Pitchshifter – "Everything Sucks (Again)" – 4:27
12. Stabbing Westward – "Waking Up Beside You (Remix)" – 6:00
13. The Crystal Method – "Now is the Time (The Crystal Method Millennium Remix)" (Feat. The Prodigy) – 5:36
14. Static-X – "Burning Inside" (Feat. Burton C. Bell – Fear Factory) (Ministry feldolgozás) – 4:13
15. New American Shame – "Rusted Wings" – 3:32
16. Danzig – "Underbelly of the Beast" ("Belly of the Beast" remix) – 4:06

## Kapcsolódó művek
A film alapjául Poppy Z. Brite transznemű író The Lazarus Heart című, 1998-ban megjelent regénye szolgált (amelyet James O'Barr Holló-univerzuma inspirált). Az eredeti műben a főszereplő Jared Poe egy meleg fotós, akit szeretője meggyilkolásának vádjával végeznek ki. Feltámadása után bosszúhadjáratában halott szeretőjének nővé átoperált ikertestvére segíti. Az elkészült filmből azonban kihagytak minden LMBT elemet.
A 2000-es filmet egy további folytatás követte, A holló 4. – Gonosz ima, mely 2005-ben jelent meg, Edward Furlong főszereplésével.